# 岩溪蟹属
岩溪蟹属（学名：Calcipotamon）为溪蟹科的一个属。

## 下属物种
本属包括以下物种：
- 紫光岩溪蟹 Calcipotamon puglabrum C Huang, SZ Huang & ZX Shen, 2020，发现于海南岛的一种淡水蟹[2]